# ماریا آیرورا
ماریا آیرورا (پرتغالی: Maria Aurora; زادهٔ ۱۳ نوامبر ۱۹۳۷ – ۱۱ ژوئیه ۲۰۱۰) نویسنده، شاعر، و روزنامه‌نگار اهل پرتغال بود.
آخرین کتاب او برای کودکان در سال ۲۰۱۰ منتشر شد.